# Centro Federal de Educação Tecnológica

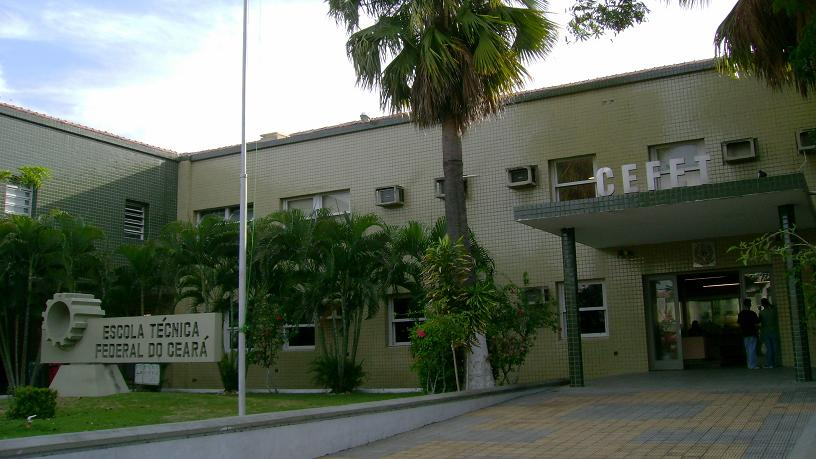
Eingang der CEFET-CE in Fortaleza, Brasilien

Centro Federal de Educação Tecnológica (Bundeszentrum für Technologische Bildung), kurz: CEFET, ist die Bezeichnung für die brasilianischen Hochschuleinrichtungen auf Bundesebene, die direkt mit dem Ministerium für Bildung verbunden sind. Sie bieten Kurse auf verschiedenen Ebenen, wie High Schools, technischen Hochschulen oder höheren Bildungseinrichtungen.
Mit der Schaffung der Eidgenössischen Technischen Bildung, Recht 11892/2008, wurden fast alle CEFET gestrichen und sind nun Teil des Bundesamtes für Bildung, Wissenschaft und Technologie.